# レイムの戦い
レイムの戦い（ヘブライ語: קרב רעים、アラビア語: معركة رعيم）は、2023年10月7日に発生したイスラエル国防軍とハマース間の戦闘。2023年ハマスによるイスラエル攻撃の一環として行われ、現在も続く2023年パレスチナ・イスラエル戦争の発端にもなった。午前10時、ハマースの最初の攻撃から5時間も経たないうちに、ガザ支部の司令部があるレイム陸軍基地の外で戦闘が発生した。この基地は、国防軍の無人航空機操作や監視活動が行われている場所であったとされている。ハマースは攻撃の後、基地で殺害したイスラエル兵の死体のビデオを投稿したと報じられている。その後、イスラエル国防軍は軍事基地を奪還した。